# Nakło nad Notecią

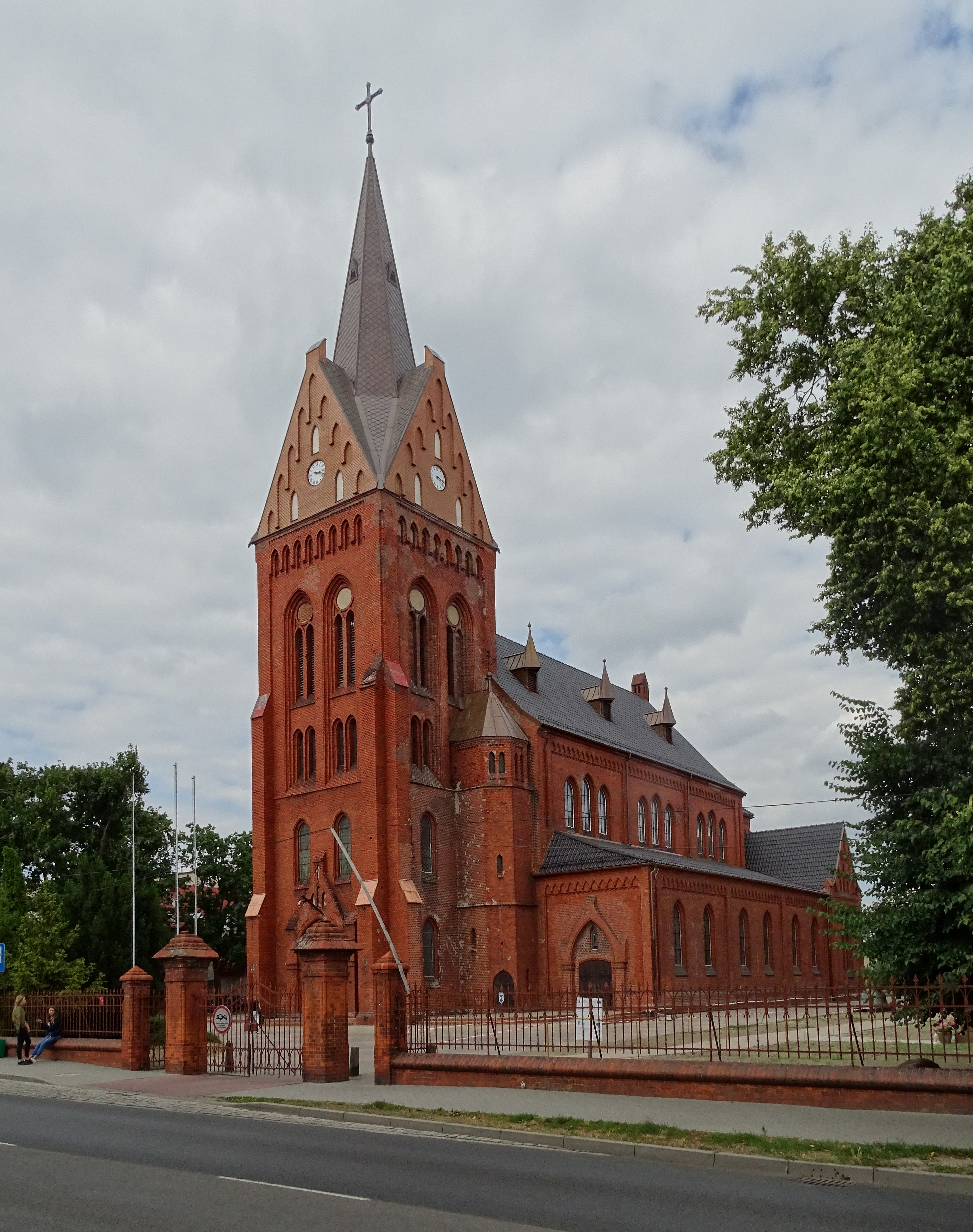
Sankt Stanislaus kyrka, byggd 1886-1887.

Nakło nad Notecią (uttalas [ˈnakwɔ nad nɔˈtɛtɕɔ̃], tyska Nakel) är en stad i Kujavien-Pommerns vojvodskap i Polen. Staden har en yta på 10,62 km2, och den hade 19 064 invånare år 2014.